# 8131 Scanlon
8131 Scanlon eller 1976 SC är en asteroid i huvudbältet som upptäcktes 27 september 1976 av den amerikanske astronomen Eleanor F. Helin vid Palomar-observatoriet. Den är uppkallad efter amatörastronomen Leo J. Scanlon.
Asteroiden har en diameter på ungefär 6 kilometer och den tillhör asteroidgruppen Innes.